# 弗赖阿姆特
弗赖阿姆特是德国巴登-符腾堡州的一个市镇。总面积52.92平方公里，总人口4179人，其中男性2090人，女性2089人（2011年12月31日），人口密度79人/平方公里。